# Bruno Xavier
Bruno da Silva Xavier, mais conhecido apenas como Bruno Xavier (Vitória, 15 de agosto de 1984), é um futebolista de areia brasileiro. Atualmente, joga no Anchieta Beach Soccer e é capitão da seleção nacional, pela qual foi hexacampeão brasileiro, na Copa do Mundo de Beach Soccer, nos Emirados Árabes Unidos, em 2024.
Durante a década de 2010, Xavier foi considerado um dos melhores jogadores do mundo, tendo recebido o título de Melhor Jogador na cerimônia de premiação do Beach Soccer Stars 2014, e como um dos maiores ícones do esporte. Atualmente é o oitavo maior artilheiro de todos os tempos da Seleção Brasileira, a melhor classificação de qualquer jogador ativo.

## Carreira
Antes de iniciar sua carreira no futebol de praia, Xavier originalmente jogava futebol de campo como goleiro. Xavier pediu para treinar com a Seleção Brasileira de Futebol de Areia e quando o também goleiro Mão viu seu talento, convidou Xavier para treinar com ele.
Xavier foi posteriormente convocado para a seleção nacional, mas a disputa pela vaga de goleiro titular foi intensa. Ele foi considerado o terceiro goleiro do time e não teve oportunidade de jogar. O então técnico do Brasil, Duda, acreditava que era bom com a bola nos pés e tinha potencial para ser um bom jogador de campo, mas teria que treinar como tal por um ano antes de poder jogar na seleção nacional.
Em 2008, aos 24 anos, Xavier finalmente estreou pelo Brasil, agora transformado em jogador de linha. Depois de impressionar nas temporadas da Série A italiana de 2010 e 2011, ganhando o prêmio de melhor jogador do ano em ambas, ele foi posteriormente incluído na seleção provisória do Brasil para a Copa do Mundo de 2011. Porém, o então técnico Alexandre Soares não o escolheu para o grupo final de doze jogadores, uma extrema decepção para Xavier. Seu sonho de jogar a Copa do Mundo foi finalmente realizado pelo técnico sucessor do Brasil, Júnior Negão, que incluiu Xavier (agora com 29 anos) em sua seleção final para a Copa do Mundo de 2013, dando-lhe também a camisa número 8, anteriormente usada pelo próprio Negão. O torneio provou ser um grande sucesso para Xavier como indivíduo, pois ele conquistou os prêmios Chuteira de Ouro (maior artilheiro) e Bola de Prata (segundo melhor jogador), consolidando sua importância para a Seleção Brasileira.

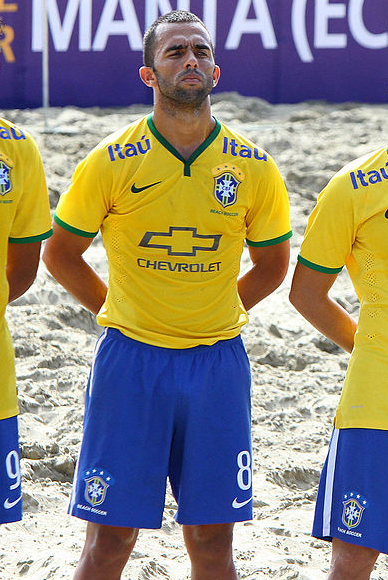
Xavier nas Eliminatórias da Copa do Mundo de 2015

Em maio de 2014, Xavier marcou um gol contra a Alemanha em um evento do BSWW Tour no México, considerado um dos maiores gols do futebol de praia de todos os tempos, com apelos para uma indicação ao Prêmio Puskás da FIFA.
Na primeira premiação do Beach Soccer Stars, em novembro de 2014, Xavier foi coroado o melhor jogador do mundo, votado por outros jogadores e dirigentes, confirmando seu status como ícone do futebol de areia mundial e não apenas para o Brasil. Posteriormente, ele esteve entre os três primeiros indicados ao prêmio de melhor jogador em 2015, 2017 e 2018; ele foi eleito parte do time do ano todos os anos desde o início da premiação até 2018.
Sob um novo técnico, Gilberto Costa, e como capitão, Xavier levou o Brasil ao primeiro título de Copa do Mundo em oito anos em 2017. Em setembro, Xavier somou sua centésima partida internacional pelo Brasil; essas conquistas fizeram parte de uma sequência de 66 vitórias consecutivas sob sua liderança, que terminou com uma derrota para a Rússia em novembro de 2018, na qual Xavier foi expulso de forma polêmica.
Ele marcou seu 200º gol pelo Brasil na vitória por 10 a 1 sobre o Uruguai nas eliminatórias sul-americanas para a Copa do Mundo em maio de 2019. Para uma grande surpresa, Xavier ficou de fora da seleção brasileira para a Copa do Mundo de 2021, em Moscou. Em um vídeo do Instagram, Xavier evitou explicar exatamente por que foi deixado de fora do time, mas mesmo assim mencionou não poder comparecer às eliminatórias da Copa do Mundo por jogar na Europa na época e pelos efeitos da pandemia de COVID-19 nas viagens e na introdução de jogadores mais jovens no elenco.
Como é típico dos melhores jogadores de futebol de praia, Xavier jogou por muitos clubes em vários países. Eles incluem Vasco da Gama, Corinthians, Espírito Santo FC e Sampaio Corrêa no mercado interno, bem como Catanzaro (Itália), Terracina (Itália), Strogino (Rússia), Kristall (Rússia), Alanyaspor (Turquia), Barcelona (Espanha), Sporting CP (Portugal), Braga (Portugal), Kfar Qassem (Israel) em ligas europeias e competições internacionais.[carece de fontes?] Após sua exclusão da seleção brasileira em 2021, ele continuou sua troca por clubes nacionais e internacionais, incluindo a conquista do prêmio de melhor jogador da temporada de 2022 da Série A italiana representando o Pisa. Mas esse período de exclusão atingiu o pico para Xavier na Euro Winners Cup de 2023, onde ganhou o prémio de melhor jogador da principal competição de clubes da Europa. Logo depois, em novembro, foi convocado novamente à Seleção pela primeira vez em quase quatro anos, agora com 39 anos, para a Liga Sul-Americana de 2023.

## Títulos
Vasco da Gama
- Campeão do Mundialito de Clubes (2011)
- Campeão da Copa Brasil (2012)
- Campeão do Torneio Rio-São Paulo (2010)

Terranova Terracina Beach Soccer
- Bicampeão do Campeonato Italiano de Beach Soccer (2011 e 2012)
- Campeão da Copa Itália de Beach Soccer (2012)

Kristall
- Campeão do Campeonato Russo de Beach Soccer (2013)
- Campeão da Taça Europeia de Clubes (2014)

Corinthians
- Campeão do Mundialito de Clubes (2013)

Barcelona
- Campeão do Mundialito de Clubes (2015)

Red Horse
- Campeão do Campeonato Catarinense de Beach Soccer (2016)

Braga
- Campeão do Mundialito de Clubes (2019)
- Campeão da Taça Europeia de Clubes (2017)

Sampaio Corrêa
- Campeão da Copa Brasil (2017-18)

Seleção Capixaba
- Campeão do Campeonato Brasileiro (2010)
- Campeão da Copa dos Campeões (2011)

Seleção Brasileira
- Campeão da Copa do Mundo (2017)
- Campeão da Copa do Mundo (2024)
- Tricampeão da Copa Intercontinental (2014, 2016 e 2017)
- Bicampeão do Mundialito de Futebol de Praia (2016 e 2017)
- Bicampeão da Copa América (2012 e 2013)
- Bicampeão das Eliminatórias para a Copa do Mundo (2015, 2017)
- Bicampeão da Copa das Nações de Beach Soccer (2013.1 e 2013.2)
- Ouro nos Jogos Sul-Americanos de Praia (2011, 2014 e 2019)
- Campeão da Copa Riviera Maya (2014)
- Desafio Internacional - Seleção Brasileira x Seleção do Mundo (2012)

## Campanhas de Destaque
Vasco da Gama
- Vice-campeão da Copa Brasil (2011)
- Terceiro lugar no Mundialito de Clubes (2012)
- Terceiro lugar da Copa Brasil (2013)

Catanzaro Beach Soccer
- Vice-campeão do Campeonato Italiano de Beach Soccer (2010)

Strogino
- Vice-campeão do Campeonato Russo de Beach Soccer (2010)

Seleção Brasileira
- Vice-campeão da Copa Intercontinental (2011 e 2012)
- Terceiro lugar na Copa do Mundo de Futebol de Areia (2013)
- Terceiro lugar na Copa Intercontinental (2018)
- Terceiro lugar nas Eliminatórias para a Copa do Mundo (2013)

## Prêmios Individuais
- Bola de Ouro da Copa do Mundo de Futebol de Areia (2013[30])
- Melhor Jogador da Copa Intercontinental (2016)
- Melhor Jogador da Taça Europeia de Clubes (2014)
- Melhor Jogador do Campeonato Italiano (2010)
- Melhor Jogador da Copa dos Campeões (2011)
- Melhor Jogador do Campeonato Turco (2014)
- Artilheiro da Copa Intercontinental (2016
- Artilheiro dos Jogos Sul-Americanos de Praia (2011)
- Artilheiro da Copa das Nações de Beach Soccer (2013)
- Artilheiro das Eliminatórias para a Copa do Mundo de Futebol de Areia (2013)
- Vice-Artilheiro da Copa do Mundo de Futebol de Areia (2013[31])